# فلسطین در المپیک تابستانی ۲۰۲۴
کاروان المپیکی فلسطین، یکی از کاروان‌های شرکت‌کننده در بازی‌های المپیک تابستانی ۲۰۲۴ بود. این دوره از بازی‌ها از ۲۶ ژوئیه تا ۱۱ اوت ۲۰۲۴ (۵ تا ۲۱ امرداد ۱۴۰۳ خورشیدی) به میزبانی پاریس، پایتخت فرانسه برگزار شد. فلسطین در این دوره با اعزام ۸ ورزشکار، بزرگ‌ترین کاروان خود تا به امروز را به المپیک اعزام کرد. این حضور، هشتمین حضور فلسطین در المپیک پس از المپیک ۱۹۹۶ بود.
فلسطین تاکنون موفق به کسب هیچ مدالی در المپیک نشده است.

## شرکت‌کنندگان
فهرست زیر به ورزشکاران این کاروان اشاره دارد.
| ورزش        | مردان | زنان | مجموع |
| ----------- | ----- | ---- | ----- |
| دو و میدانی | ۱     | ۱    | ۲     |
| بوکس        | ۱     | ۰    | ۱     |
| جودو        | ۱     | ۰    | ۱     |
| تیراندازی   | ۱     | ۰    | ۱     |
| شنا         | ۱     | ۱    | ۲     |
| تکواندو     | ۱     | ۰    | ۱     |
| مجموع       | ۶     | ۲    | ۸     |